# Brunnsparken
A Brunnsparken (LITERALMENTE Parque do Fontanário) é uma praça do centro histórico da cidade de Gotemburgo, na Suécia.
Tem cerca de 945  m², e está situada junto ao Grande Canal de Gotemburgo, entre o centro comercial Nordstan e a galeria comercial Arkaden, assim como entre as ruas Norra Hamngatan e Södra Hamngatan.
No lado oeste, está localizado um fontanário com a estátua de Johanna.  
É um importante ponto central da rede de transportes da cidade, e de intensa atividade comercial.

## Locais importantes na Praça de Brunnsparken
- Restaurantes: Palace
- Centros comerciais: Nordstan, Arkaden